# Andrzej Bińkowski
Andrzej Bińkowski (ur. 7 czerwca 1931 w Łodzi, zm. 18 sierpnia 2011 w Hamburgu) – polski dziennikarz, publicysta i reportażysta.
Od 1954 r. związany z tygodnikiem "Dookoła świata". Wydał szereg książek reportażowych z podróży po krajach całego świata (m.in. Afganistanu, Uzbekistanu, Konga, Etiopii, Kuby, Maroka, Algierii i Tunezji).
Mieszkał w Warszawie, a później w Hamburgu.

## Twórczość
- Berlin 1961 (1961)
- Magreb. Maroko-Algieria-Tunezja (1961)
- Podróż za rzekę Amu (Wydawnictwo Ministerstwa Obrony Narodowej 1960; przekład niemiecki: Von Taschkent nach Kabul; tłum. Bolko Schweinitz; F. A. Brockhaus Verlag 1962)
- Długi cień Mojżesza Czombe (Książka i Wiedza 1967)
- Królestwo za Bramą Łez (Książka i Wiedza 1971; seria: "Kontynenty"; przekład węgierski: Ország a Könnyek Kapuja mögött; tłum. István Nemere; Kossuth Könyvkiado 1977)
- Pocztówka z Syberii (Książka i Wiedza 1975; przekład niemiecki: Eine Postkarte aus Sibirien, tłum. Bolko Schweinitz; F. A. Brockhaus Verlag 1977)
- Kuba, Castro, rewolucja (Młodzieżowa Agencja Wydawnicza 1981, ISBN 83-203-1184-5)